# 무최
무최(武最, ? ~ 기원전 135년)는 전한 중기의 인물로, 개국공신 무유의 아들이다.

## 생애
혜제 5년(기원전 190년), 무유의 뒤를 이어 양추후(梁鄒侯)에 봉해졌다.
건원 6년(기원전 135년)에 죽으니, 작위는 아들 무영제가 이었다.

## 출전
- 사마천, 《사기》 권18 고조공신후자연표(高祖功臣侯者年表)

| 전임 아버지 양추효후 무유 | 전한의 양추후 기원전 190년 ~ 기원전 135년 | 후임 아들 양추경후 무영제 |